# Клоун (фильм, 2014)
«Клоун» (англ. Clown) — американский фильм ужасов о сверхъестественном, снятый режиссёром Джоном Уоттсом. Фильм стал режиссёрским дебютом Уоттса. Главные роли исполнили Элай Рот, Лора Аллен, Кристиан Дистефано, Энди Пауэрс и Петер Стормаре. Первый также выступил продюсером фильма.
Фильм был выпущен в прокат 13 ноября 2014 года в Италии, 2 марта 2015 года в Великобритании и 17 июня 2016 года в США. Дистрибьютором фильма выступила кинокомпания Dimension Films. Фильм получил неоднозначные отзывы со стороны критиков и собрал в прокате и с продаж $3.8 миллиона при бюджете в $1.5 миллиона.

## Сюжет
Риелтор Кент Маккой и его жена Мег устраивают вечеринку по случаю дня рождения своего сына Джека. Однако клоун, нанятый для представления, отказывается выступать в последнюю минуту. Тогда Кент заглядывает на чердак дома, который он выставил на продажу, и находит в старом сундуке костюм клоуна, после чего надевает его. Праздник проходит хорошо, но Кент сильно устаёт и решает снять костюм на следующее утро. Но когда Кент пытается снять костюм, ему это не удаётся. Кент вынужден отстричь волосы с парика и пойти в костюме на работу, а вечером, при новой попытке снятия костюма, Кент травмирует себе нос.
После этого состояние Кента ухудшается и он начинает очень много есть. Тогда Кент обращается за помощью к Герберту Карлссону, владельцу дома, в котором Кент нашёл костюм. Герберт умоляет Кента не притрагиваться к костюму, но когда Кент говорит, что уже надел его, Герберт просит его прийти на старый склад с костюмами. Прийдя на склад, Герберт объясняет, что костюм на самом деле является кожей и волосами древнего демона по имени Клойн. После этого Герберт накачивает Кента наркотиками и говорит, что единственный способ нейтрализовать действие костюма — это обезглавить его носителя, однако Кент сопротивляется и вырубает Герберта. Затем Кент хватает Герберта и, угнав его машину, едет в полицейский участок, чтобы написать на него заявление, но пальцы на его руках и ногах начинают расти с огромной скоростью и Кент, не справившись с управлением, разбивает машину. Герберт советует Кенту покончить с собой, пока не стало слишком поздно.
Кент сбегает в лес и натыкается на детский лагерь. Там же его находит маленький мальчик и Кент просит у него немного еды, но когда мальчик подходит слишком близко, Кент откусывает ему пальцы. Понимая, во что он превратился, Кент прислушивается к совету Герберта и решает совершить суицид, но по дороге к месту он встречает мальчика по имени Робби. Робби пытается подружиться с Кентом, но тот просто прогоняет его прочь. Кент заходит в комнату и стреляет себе в рот, но это не даёт результата. Тогда он пытается обезглавить себя циркулярными пилами, но внезапно в помещение врывается Робби, и лезвие, слетевшее с пилы, убивает его. У Кента просыпается чувство голода и он съедает труп Робби как раз перед тем, как его находит Мег.
Кент и Мег приходят домой и Кент просит жену приковать его цепью в подвале, так как он очень быстро меняется и трансформируется. Когда Мег выполняет просьбу мужа и уходит, в подвал заходит Джек, который рассказывает Кенту про школьного хулигана Колтона, который измывается над ним. Кент просит Джека освободить его, после чего он врывается в дом к Колтону и сжирает его. Тем временем домашняя собака семейства по кличке Тень нападает на Мег, так как становится одержимой после того, как съела нос Кента ранее. На помощь приходит Герберт, который обезглавливает животное. Герберт объясняет Мег, что Кент стремится съесть пятерых детей для того, чтобы снять костюм. Также Герберт рассказывает, что много лет назад он тоже надел костюм и смог снять его только после того, как его брат Мартин отдал ему на съедение пятерых неизлечимо больных детей. После этого инцидента Герберт и Мартин попытались уничтожить костюм, но потерпели неудачу.
Тем временем Кент поддаётся влиянию костюма и проникает в торговый центр, где съедает двух детей: первого в бассейне с шариками и второго на горке, вызывая панику. Герберт пытается убить Кента топором, но Мег вступает в разговор с Клойном и пытается уговорить его отпустить её мужа. Но демон, наоборот, требует, чтобы она привела к нему пятого ребёнка на съедение, в противном случае погибнет Джек. Затем Мег встречает потерявшуюся девочку, которая узнаёт в Мег медсестру, и просит у неё помощи. Вместо этого Мег отвозит девочку на место, указанное Клойном, и запирает ребёнка в машине.  Мег поддаётся страху и освобождает девочку, но Кент не появляется на месте и Мег понимает, что всё это время Клойн охотился на Джека.
Мег спешит домой и воссоединяется со своим отцом Уолтом, который соглашается помочь ей. Но внезапно на них нападает Кент, который вырывает Уолту челюсть. Мег вступает в схватку с Клойном, который пытается поглотить ещё нерождённого ребёнка Мег в её чреве. Мег приказывает Джеку бежать и демон начинает искать мальчика. Мег пытается помешать Клойну, но все её попытки проваливаются. Вскоре Клойн находит Джека и пытается съесть его, но мальчик приковывает его шею к водонагревателю. Джек говорит Мег, что Кента больше нет, после чего Мег разбивает Кенту голову молотком, но демон выживает и, чтобы добить его, Мег полностью отрывает ему голову. После этого Мег с ужасом наблюдает, как с головы Кента смывается кожа демона.
Фильм заканчивается тем, что труп Кента вскрывают, в то время как кожу Клойна и несколько других вещей Кента запирают в камере хранения в качестве улик.

## В ролях
| Актёр              | Роль             |
| ------------------ | ---------------- |
| Энди Пауэрс        | Кент Маккой      |
| Лора Аллен         | Мег Маккой       |
| Элай Рот           | демон Клойн      |
| Петер Стормаре     | Герберт Карлссон |
| Кристиан Дистефано | Джек Маккой      |
| Элизабет Уитмер    | Дениз            |
| Чак Шамата         | Уолт             |
| Роберт Рейнольдс   | Мартин Карлссон  |
| Майкл Риндо        | Робби            |
| Лукас Келли        | Колтон           |
| Мэттью Стефиук     | детектив         |
| Миллер Тимлин      | турист           |

## Производство

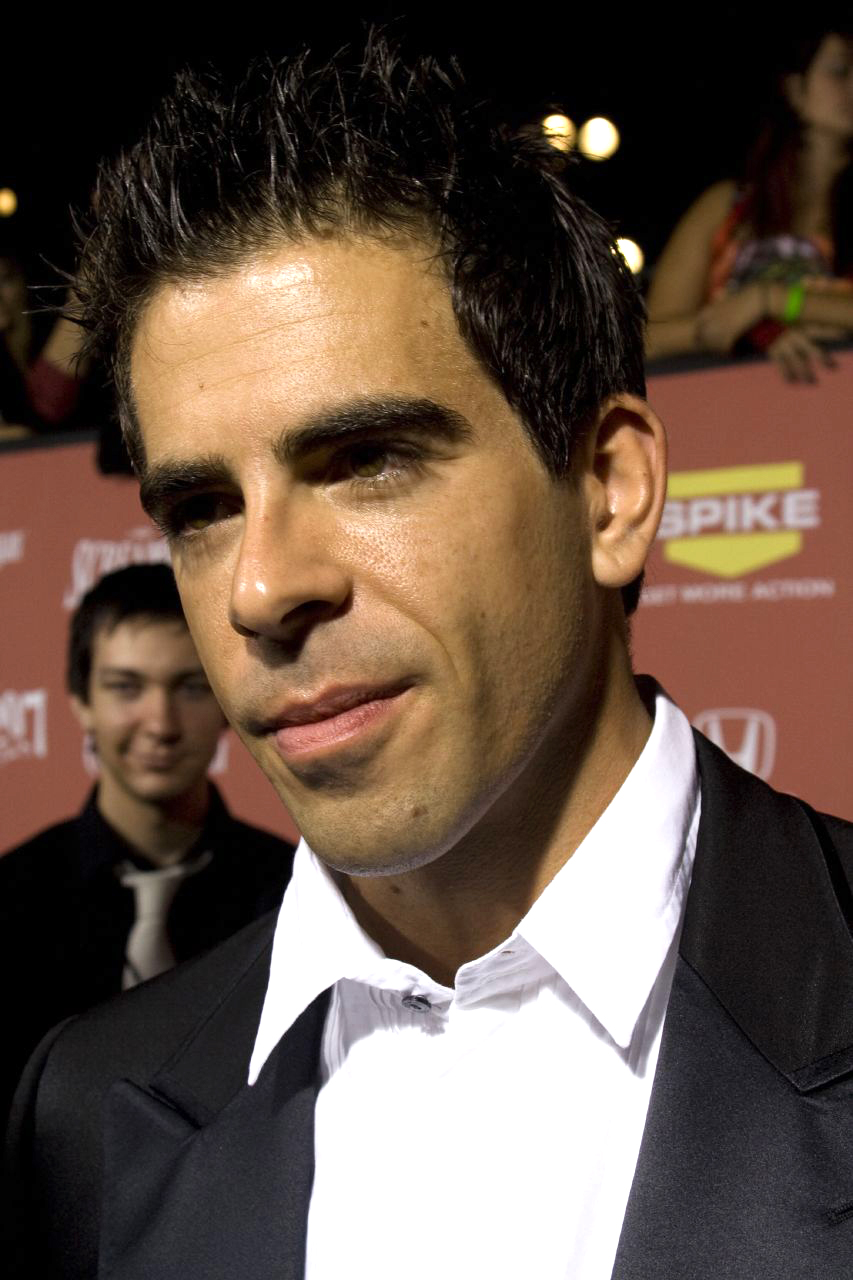
Элай Рот выступил продюсером фильма и исполнил роль демона Клойна

В ноябре 2010 года Джон Уоттс и его друг Кристофер Форд опубликовали на YouTube фальшивый трейлер фильма ужасов, в котором отец семейства превращался в демонического клоуна. При этом, в трейлере было указано, что режиссёром якобы являлся Элай Рот. Сам Рот очень заинтересовался в том, чтобы снять полноценный фильм к трейлеру, сказав: «Мне понравилось, как смело они поступили, выпустив трейлер с надписью „От мастера ужасов Элая Рота“. Некоторые люди подумали, что я снял этот фильм или что это был ещё один фальшивый трейлер „Грайндхауса“... Я действительно чувствовал, что эти парни заслуживали шанса, и что люди действительно боятся злых клоунов. Это новая идея — сделать версию „Мухи“, где этот парень чувствует, как меняется, теряет сознание и обнаруживает, что весь его костюм клоуна в крови. Ты сочувствуешь монстру, пока монстр не начинает управлять тобой».
Съёмки фильма стартовали в ноябре 2012 года в городе Оттава, Канада. Рот занял должность продюсера, а Уоттс выступил режиссёром фильма и написал сценарий в соавторстве с Фордом.

## Релиз
В сентябре 2012 года кинокомпании Dimension Films и FilmNation Entertainment получили права на международную дистрибуцию фильма, а 13 ноября 2014 года фильм был выпущен в прокат в Италии.  
После некоторых задержек фильм также был выпущен в прокат в США 17 июня 2016 года. 
2 марта 2015 года фильм также был выпущен на DVD и Blu-Ray в Великобритании. 

## Реакция

### Кассовые сборы
Итоговые кассовые сборы «Клоуна», с учётом продаж фильма на DVD и Blu-Ray, составили $3.8 миллиона при бюджете в $1.5 миллиона.

### Критика
На сайте-агрегаторе Rotten Tomatoes фильм получил среднюю оценку в 48% на основе 27 рецензий со стороны критиков. Консенсус сайта гласит: «„Клоун“ пытается создать стильный, кровавый триллер, но даже хорошие спецэффекты не могут спасти этот посредственный цирк».
Брэд Миска из Bloody Disgusting поставил фильму 3 балла из 5, сказав: «Несмотря на то, что в основном это скучная история, в ней всё же есть несколько по-настоящему крутых и забавных моментов».
Говард Горман из Scream поставил фильму 5 звёзд из 5, сказав: «С помощью „Клоуна“ авторы фильма создали совершенно нового монстра демонических пропорций, и это концепция, которая, безусловно, заслуживает того, чтобы породить одно-два продолжения, поскольку предел действительно есть».
Джоэл Харли из HorrorTalk поставил фильму 2 балла из 5, сказав: «То, что могло бы стать одним из немногих отличных фильмов о клоунах-убийцах, в итоге оказалось очередным разочарованием, слишком неровным по тону и темпу, чтобы считаться успешным».